# Sojoez 25
Sojoez 25 (Russisch: Союз-25, "Unie 25") was een Russische bemande ruimtevlucht uit de tweede helft van de jaren 70. Doel van deze missie was een koppeling uit te voeren met het zojuist gelanceerde ruimtestation Saljoet 6, dat ruim anderhalve week eerder vanaf Bajkonoer was opgestegen.

## Bemanning

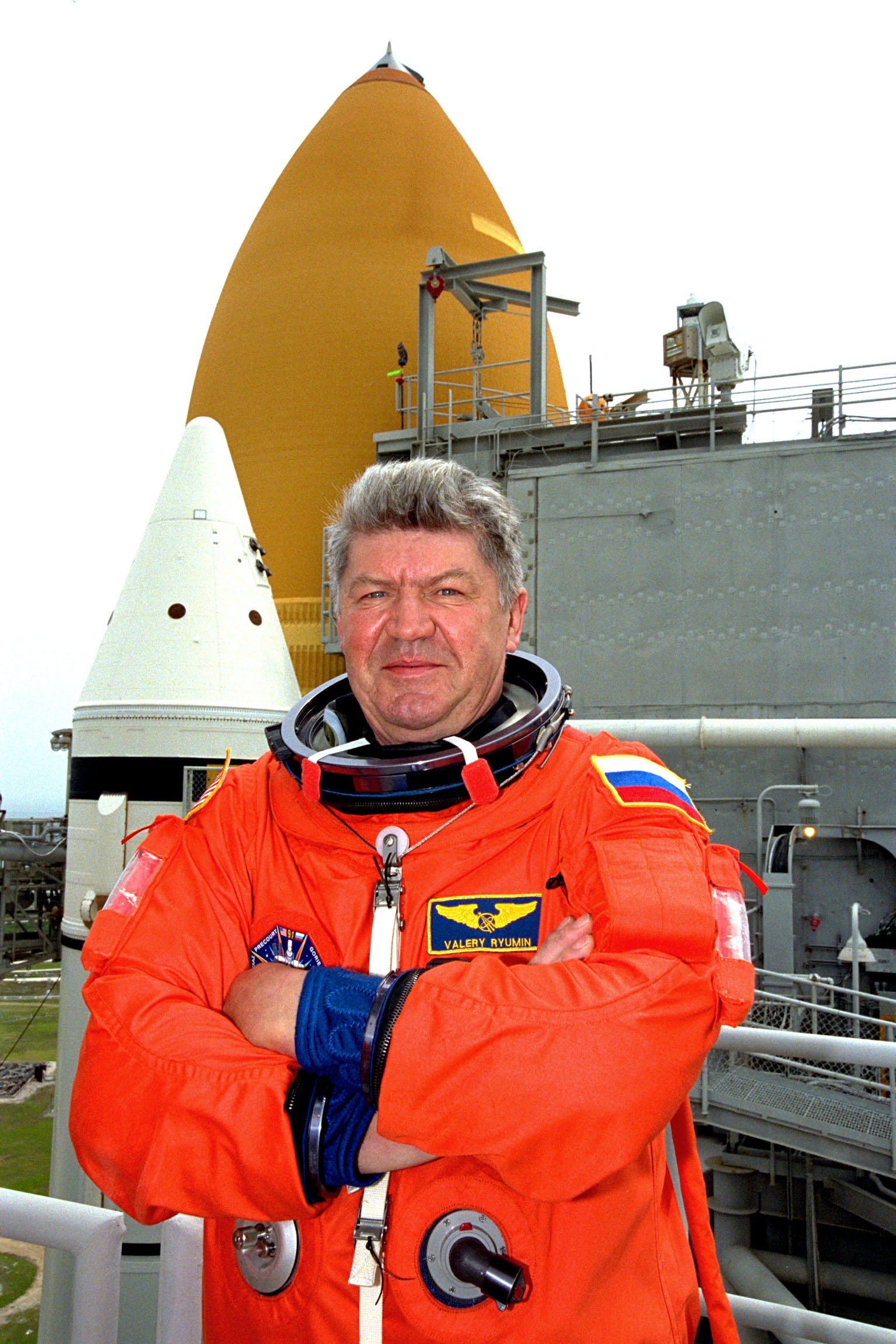
Rjoemin, poserend voor de Space Shuttle (1998)

Deze capsule woog 6570 kg; de tweekoppige bemanning bestond uit luitenant-kolonel Vladimir Kovaljonok (tevens commandant) en Valeri Rjoemin. Voor beiden betekende deze vlucht hun ruimtedoop. Hierna zouden zowel Kovaljonok als Rjoemin opklimmen tot ruimteveteranen met meerdere missies op hun conduitestaat.

## Geschiedenis

### Lancering
De Sojoez 25 koos het luchtruim op 9 oktober 1977, voor een rendez-vous met de al op 29 september 1977 omhoog geschoten Saljoet 6. Tenminste, dat was de bedoeling. Het pakte echter anders uit.
Het ruimteschip kwam in een baan van 280 x 318 km, die eens in het anderhalf uur werd doorlopen. De inclinatie bedroeg 51,59°.

### Mislukte koppelingspoging
Na een in eerste instantie geslaagde vlucht naderde Sojoez 25 op de automatische piloot de Saljoet 6 tot een afstand van ± 120 m. Nu nam de bemanning het over om het laatste stukje af te leggen en aan te koppelen. Maar dat viel tegen...
Zonder dat de kosmonauten of vluchtleiding het wisten, bleek de koppelingskraag van hun capsule licht beschadigd. Dit resulteerde in een weerbarstige Sojoez, die weliswaar losjes aan de Saljoet bleef hangen, maar verder geen veilige verbinding tot stand bracht tussen capsule en station. De Sojoez moest een sonde uitschuiven om in een opening van de Saljoet koppelingskraag te steken. Vervolgens zou de Sojoez deze sonde weer intrekken en aldus de vaartuigen stevig zekeren door beide koppelingskragen tegen elkaar aan te trekken.
Dit laatste gebeurde echter niet, ook niet na herhaalde pogingen. Het systeem bleef haperen. Bijkomend probleem was dat de vluchtleiding, evenals de kosmonauten, geen idee had waar men de fout moest zoeken. Zat de fout nu in de capsule of toch ergens in het station?
Als de fout bij de Sojoez lag, dan konden de druiven voor de Sovjets erg zuur uitpakken. De mogelijkheid bestond dat de herhaalde pogingen om aan te koppelen met defecte apparatuur schade had veroorzaakt aan de Saljoet. Dan was de kans zeer wel aanwezig, dat dat koppelluik in kwestie nooit meer kon worden gebruikt wegens beschadiging.
Niemand wist het, maar de bemanning liep met het verstrijken van de tijd hoe langer hoe meer gevaar. Bijkomende ellende was, dat de mogelijk falende onderdelen tijdens terugkeer naar de Aarde werden afgestoten, dus technische controle naderhand bleek onmogelijk. Enige mogelijkheid om het te weten te komen was een ruimtewandeling, maar dat moest wachten op een volgende missie. Overigens beschikte dit station zowel voor als achter over een koppelingsluik; in het ergste geval konden de Russen dus altijd terugvallen op de ander.

### Batterijen lopen leeg
Na de ramp met de Sojoez 11, waarbij drie van hun collega's de dood vonden, voerden de Sovjets een groot aantal wijzigingen door in het ontwerp om de veiligheid van de Sojoez te vergroten. Een van die genomen maatregelen behelsde het vervangen van de zonnepanelen door gewone batterijen. Mocht een zonnepaneel onverhoeds niet uitklappen na lancering, dan zat de bemanning tenminste niet binnen de kortste keren zonder elektriciteit. Zonder de door die panelen opgewekte stroom hield een gemodificeerde Sojoez het 2 à 2½ dag uit op zijn interne batterijen. Dit leverde normaliter geen probleem op, aangezien die tijdsduur in de praktijk ruim voldoende bleek om het vaartuig aan de Saljoet te koppelen. Vervolgens laadde deze de batterijen van de capsule weer op.
Maar dat ging nu niet door. Kovaljonok en Rjoemin bevonden zich in een precaire situatie toen hun scheepsbatterijen steeds verder leegliepen. Het bleek een wrede, bittere speling van het lot dat uitgerekend een voorzorgsmaatregel, bedoeld om het vaartuig veiliger te maken, de bemanning nu juist in dodelijk gevaar bracht.

### Nietszeggend perscommuniqué
Ten tijde van deze vlucht woedde de Koude Oorlog in alle hevigheid. Er was de Sovjet-Unie veel aan gelegen om gezichtsverlies te voorkomen. Het officiële communiqué (dat zoals gebruikelijk bepaald niet uitblonk in het geven van details) vermeldde slechts dat "de koppeling was afgelast wegens een afwijking van de geplande koppelingsmanoeuvre", en daar kon de Westerse pers het mee doen.

### Noodlanding
Maar de klok tikte door, evenals de ampèremeters aan boord. Hun tijd was om en de bemanning kon nog slechts één ding doen: als de weerlicht naar huis, voor het zelfs daarvoor te laat was. Gelukkig streek vrouwe Fortuna met de hand over haar hart en bleef de Russen een nog veel afgrijselijkere ramp bespaard. Kovaljonok en Rjoemin voerden op 11 oktober 1977 een geslaagde noodlanding uit en kwamen neer op ± 185 km ten noordwesten van het vroegere Tselinograd. Hun missie had slechts 2 dagen en 46 minuten geduurd. Het enige slachtoffer van deze iets minder geslaagde ruimtevlucht bleek een plaatselijke akkerbouwer, wiens maïsveld door de landing geruïneerd werd.

### Nasleep
Naar aanleiding van deze mislukte vlucht paste de Sovjet-Unie haar beleid aan met betrekking tot de keuze van de bemanning. Beide kosmonauten waren "groentjes" die hun eerste vlucht maakten. Of men het falen van de missie daarin zocht of niet: vanaf toen ging de toewijzing van vluchten danig anders.
Als harde regel gold nu dat ieder "groentje", wiens eerste ruimtevlucht op de rol stond, moest worden vergezeld door een ervaren veteraan die zich ruimschoots bewezen had. Een bemanning, bestaande uit twee kosmonauten zonder enige ervaring, was voortaan volstrekt uit den boze.
1 ·
2 ·
3 ·
4 ·
5 ·
6 ·
7 ·
8 ·
9 ·
10 ·
11 ·
12 ·
13 ·
14 ·
15 ·
16 ·
17 ·
18A ·
18 ·
19 ·
20 ·
21 ·
22 ·
23 ·
24 ·
25 ·
26 ·
27 ·
28 ·
29 ·
30 ·
31 ·
32 ·
33 ·
34 · 
35 ·
36 ·
37 ·
38 ·
39 ·
40

T-1 ·  
T-2 ·
T-3 ·
T-4 ·
T-5 · 
T-6 ·
T-7 · 
T-8 ·
T-9 · 
T-10-1 ·
T-10 · 
T-11 ·
T-12 · 
T-13 ·
T-14 · 
T-15